# Sindbad (Film)
Sindbad (Originaltitel: Szindbád) ist ein ungarisches Filmdrama aus dem Jahr 1971, das auf einer Novellenfigur des Schriftstellers Gyula Krúdy basiert. Der erste Langfilm von Regisseur Zoltán Huszárik mit Zoltán Latinovits in der Hauptrolle war in seiner Heimat ein Überraschungserfolg und gilt als einer der besten ungarischen Filme überhaupt. Im Jahr 2000 wurde es in die Liste der „neuen Budapester 12“ – ein Ranking der 12 besten ungarischen Filme – aufgenommen.

## Handlung
Ungarn, kurz vor dem Ersten Weltkrieg. Szindbád, ein Landadeliger und Lebemann, blickt an der Grenze zwischen Leben und Tod auf sein Leben zurück. Ein Leben, das hauptsächlich von sinnlichen Genüssen, vor allem von einem unablässigen Wechsel zwischen Frauenbeziehungen geprägt war. Doch nirgendwo hatte Szindbád – der Name spielt auf sein herumtreibendes, unstetes Leben an – Ruhe gefunden, keine Frau konnte er so richtig lieben. Nur in seinen Besuchen bei seiner ehemaligen, älteren Geliebten Majmunka, die mit den Jahren zu einer mütterlichen Freundin geworden ist, findet er Momente des Verständnisses und der Kameradschaft. In seiner Sinnsuche wendet er sich gegen Ende seines Lebens zaghaft dem Katholizismus seiner Kindheit zu, ohne eine echte Umkehr zu erleben. In einer Kirche ereilt ihn schließlich der tödliche Herzinfarkt.

## Produktion
Huszárik hatte nach dem Erfolg seines Kurzfilms Elégia (1965) genug Unterstützung, um seinen ersten Langfilm zu drehen. In der assoziativen Struktur der Szindbád-Novellen von Gyula Krúdy fand er den geeigneten Stoff, dessen Atmosphäre er an die Leinwand bannen wollte. Ambitioniert wollte er den international bekannten italienischen Regisseur und Schauspieler Vittorio de Sica für die Hauptrolle des Szindbád gewinnen. Doch die Besetzungsidee scheiterte an de Sicas Gagenvorstellungen. Letztlich ging die Hauptrolle an den bekannten ungarischen Schauspieler Zoltán Latinovits. Dessen Lebensgefährtin Éva Ruttkai, selbst eine berühmte Schauspielerin, übernahm die Episodenrolle der Lenke, einer der zahlreichen Geliebten Szindbáds.
Die Außenaufnahmen des Films wurden zum Großteil in der Tschechoslowakei gedreht. In den idyllischen Städtchen der Ostslowakei fand Huszárik jene altertümliche, elegische Atmosphäre wieder, die die Grundstimmung seines Filmes bildet.

## Filmsprache
Die Handlung des Streifens läuft nicht chronologisch ab, sondern assoziativ, dem Stream of Consciousness entsprechend. Verschiedene Handlungsebenen schieben sich ineinander, eine chronologische Reihenfolge ist nur in Ansätzen auszumachen. Kurz eingeblendete Großaufnahmen verschiedener Objekte und Materialien illustrieren die Assoziationen Szindbáds zu den verschiedenen Ereignissen und Erinnerungen. Die Farbaufnahmen sind stark auf die sinnliche Qualität der gezeigten Objekte ausgerichtet – ganz besonders in der berühmten Szene, wo Szindbád im Restaurant Toast mit Mark verspeist. Dies unterstreicht die auf das Oberflächliche, das sinnliche Erleben ausgerichtete Wahrnehmung Szindbáds.

## Rezeption
Der Film wurde ein großer Kritikererfolg und auch ein kommerzieller Überraschungserfolg in seiner Heimat. Er erhielt 1972 den Großen Preis der ungarischen Filmkritiker, sowie den Kamera- und den weiblichen Darstellerpreis (für Margit Dayka). Im Ausland wurde der Film bei Festivals in Mannheim, Auckland und Mailand ausgezeichnet. Im Jahr 2000 wurde es von den ungarischen Filmkritikern unter die „neuen Budapester 12“ gewählt.